# Грчка ограда на граници са Турском
Грчка ограда на граници са Турском је челична ограда, дужине 27 км са војним осматрачницама у префектури Еврос, ударној тачки балканске мигрантске руте на граници са Турском. Када буде завршена априла 2021. године, ограда ће по висини биди виша од других ограда у Европи, или оне на граници између Сједињених Америчких Држава и Мексика. Пројекат води Министарство цивилне заштите Грчке а изводи конзорцијум четири грађевинске компаније.

## Предуслови
Префактура Еврос, округ у периферији Источна Македонија и Тракија и историјској покрајини Тракији, у крајње североисточној Грчкој, у фебруар и марту 2020. била је изложена незапамћеном безбедносном и хуманитарном кризом на овом простору. 
Незадовољна политиком ЕУ Анкара је одлучила да отвори границу за избеглице и мигранте, помажући им да дођу до Евроса. Грчка је одговорила ангажовањем војске и проглашењем ванредног стања у том региону, оптужујући Турску за злоупотребу избеглица.
Инциденти су кулминирали разменом сузавца и шок бомби грчких и турских снага безбедности. Хиљаде миграната који су покушавали да пробију граничну ограду потом су повучени у избегличке центре. У Турској се налази око четири милиона избеглица и миграната из Сирије и других делова Азије и Африке.

## Намена
Нове баријере намењена је за спречавање масовнијих илегалних прелазака границе и спречавање поплава, а 
према речима премијера Грчке Кирјакос Мицотакиса, намена ограде је да физички обезбеди границу изнеђу Грче и Турске и учини да се становници Евроса осећају сигурније.  .

## Изглед
Ограда је у облику челичне баријере високе пет и дубока 6 метара, опасана бодљикавом жицом и опремљена са осам нових осматрачница које ће користити оружане снаге Грчке. 
Ограда ће бити опремљена термовизијским камерама а биће модернизоване и постојеће 57 војние осматрачнице осматрачница у региону Евроса са термовизијским камерама.

## Цена
Радови на изради ограде вредни су 63 милиона евра и подразумевају постављање ограде и све друге пратеће радове (унапређење мрежа постојећих ограда са челичним ојачањима у висини од 4,3 метра што је у рангу баријере каква се налази на граници САД и Мексика).